# Der Zigeunerprimas (film)
Pour les articles homonymes, voir Der Zigeunerprimas.
Pour plus de détails, voir Fiche technique et Distribution.
Der Zigeunerprimas  est un film dramatique muet allemand sorti en 1929 et réalisé par Carl Wilhelm avec comme acteurs principaux Paul Heidemann, Margarete Schlegel et Fritz Schulz (de). 
Le film est adapté de l'opérette Der Zigeunerprimas (1912) composée par Emmerich Kálmán sur un livret de Julius Wilhelm et Fritz Grünbaum. Robert A. Dietrich est le directeur artistique.

## Synopsis
Un vieux chef tzigane doit s'occuper de l'avenir de sa famille.

## Fiche technique
- Titre original  : Der Zigeunerprimas
- Réalisation : Carl Wilhelm
- Scénario : Bobby E. Lüthge, Carl Wilhelm, d'après l'opérette Der Zigeunerprimas
- Photographie : Max Grix
- Musique : Emmerich Kálmán
- Pays d'origine : République de Weimar
- Langue originale : muet
- Format : noir et blanc
- Genre : Drame
- Durée :
- Dates de sortie :  
  - République de Weimar : 27 mars 1929

## Distribution
- Paul Heidemann  :  Béla Baron Cadossy
- Margarete Schlegel  :  Julischka
- Fritz Schulz (de)  :  Gaston Graf Irini, attaché
- Robert Garrison (de)  :  Bankier Rothschild
- Hugo Flink (de)  :  Dobrenko, ambassadeur
- Carl Geppert  :  ministre des finances Mustari
- Melitta Klefer (de)  : jeune fille hongroise
- Emmy Wyda  : directrice de la pension
- Fritz Beckmann (de)
- Kurt Brenkendorf (de)
- Franz Cornelius
- Egon Dorn
- Gyula Szőreghy
- Ernő Verebes (en)